# Marian Ivan
Marian Ivan (Bucarest, Rumania; 1 de junio de 1969) es un exfutbolista rumano. Jugaba de delantero. Fue internacional absoluto por la selección de Rumania en tres encuentros durante el año 1994, donde además fue parte del equipo que disputó la Copa Mundial de 1994.

## Selección nacional
Debutó con la selección de Rumania en un encuentro amistoso contra Nigeria jugado el 25 de mayo de 1994, fue victoria por 2-0.

### Participaciones en Copas Mundiales
| Copa                 | Sede           | Resultado        |
| -------------------- | -------------- | ---------------- |
| Copa Mundial de 1994 | Estados Unidos | Cuartos de final |

## Clubes
referencia.
| Club                            | País    | Año       |
| ------------------------------- | ------- | --------- |
| Steaua de Bucarest              | Rumania | 1988-1989 |
| Progresul Brăila                | Rumania | 1989-1990 |
| Aris Salónica                   | Grecia  | 1991      |
| AS SR Brașov                    | Rumania | 1991-1994 |
| Dinamo de Bucarest              | Rumania | 1994-1995 |
| AEP Paphos FC                   | Chipre  | 1995      |
| Panionios de Atenas             | Grecia  | 1995-1996 |
| Dinamo de Bucarest              | Rumania | 1996      |
| AS SR Brașov                    | Rumania | 1996-1997 |
| Dinamo de Bucarest              | Rumania | 1997      |
| FC Sportul Studențesc București | Rumania | 1997-1998 |
| AS SR Brașov                    | Rumania | 1998-2001 |
| Henan Jianye                    | China   | 2001-2002 |
| Oltul Sfântu Gheorghe           | Rumania | 2002-2003 |
| FC Ghimbav                      | Rumania | 2003-2004 |